# UNOSOM II
UNOSOM II (Operació de les Nacions Unides a Somàlia/United Nations Operation in Somalia) fou la segona fase de l'operació de l'ONU a Somàlia. Va estar activa entre març del 1993 (oficialment el 3/4 de maig va agafar el control) fins al 3 de març de 1995. Va substituir a la UNITAF, que al seu torn havia substituït a UNOSOM I.

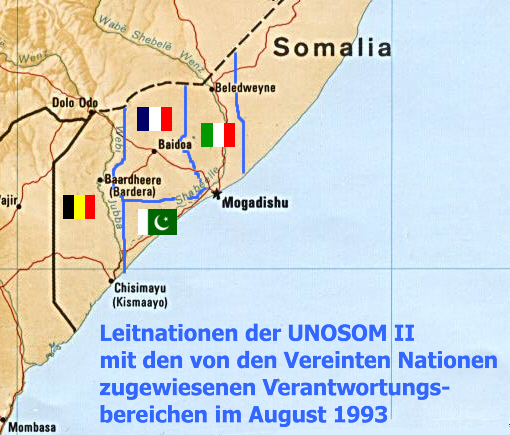
Desplegament d'UNOSOM II

## Antecedents
La missió de UNITAF era repartir l'ajut humanitari i aquesta tasca fou vista com un èxit i així ho va confirmar el secretari general de l'ONU Boutros Boutros-Ghali. Passada l'emergència humanitària ara era l'hora dels negociadors. El dia abans de l'acord d'Addis Abeba entre faccions, és a dir el dia 26 de març de 1993, el Consell de Seguretat de l'ONU va adoptar la resolució 814 que transferia el poder d'UNITAF a UNOSOM II, a la que s'encarregava continuar els esforços per la distribució d'ajut però essencialment restaurar la pau a Somàlia, i s'hi afegia la reconstrucció de l'estat, restaurar la seva economia i institucions polítiques i socials i establir la democràcia. El secretari general de l'ONU Boutros-Ghali reconeixia no obstant que un entorn segur encara no s'havia establert i que no hi havia govern estatal ni governs locals o forces de seguretat. La resolució del Consell de Seguretat 837 del 26 de març de 1993 posava en marxa UNOSOM II.
El 3 de maig de 1993 UNOSOM II va assolir oficialment el comandament i el 4 de maig de 1993 la responsabilitat de les operacions. UNITAF va quedar dissolta aquest dia.

## UNOSOM II en marxa

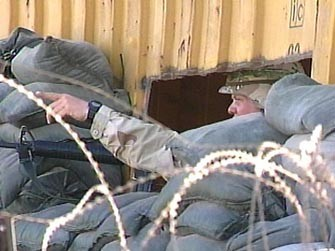
soldat americà al port de Mogadiscio

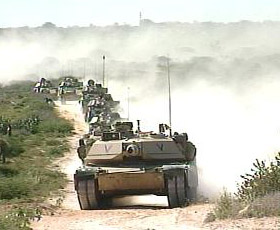
Columna de tancs a Mogadiscio el gener del 1994

L'objectiu de UNOSOM II era implementar l'acord de les faccions que establiria un govern federal amb 18 regions, i desarmar a les milícies restaurant les infraestructures.
A UNOSOM II, que disposava de 28000 soldats, participaven Alemanya, Aràbia Saudita, Austràlia, Àustria, Bangladesh, Bèlgica, Botswana, Canadà, Corea del Sud, Egipte, Emirats Àrabs Units, Espanya, Estats Units, Fiji, Finlàndia, França, Grècia, Índia, Indonèsia, Irlanda, Itàlia, Kuwait, Jordània, Malàisia, el Marroc, Nepal, Nova Zelanda, Nigèria, Noruega, Pakistan, el Regne Unit, Romania, Suècia, Tunísia, Turquia, Txèquia, i Zimbàbue.
El 5 de juny del 1993, soldats pakistanesos en nombre de 24 foren assassinats per les milícies del general Muhammad Farah Hassan Aydid, el més poderós dels senyors de la guerra. El 12 de juny les tropes americanes van començar a atacar punts controlats per Aydid, fins al 16 de juny. El 19 de juny es va oferir una recompensa de 25000$ per Aydid o informació que permetés detenir-lo. La cerca d'Aydid va marcar gran part de l'actuació de UNOSOM II. l'actuació de les forces de l'ONU causava víctimes civils i provocava l'hostilitat de la població. El 12 de juliol de 1993 una casa on es reunien caps de clan fou atacada pels americans amb helicòpters i algun edificis de l'entorn foren també destruïts morint molts somalis. Els periodistes que hi van anar foren amenaçats per la multitud. En les següents setmanes diversos soldats americans van morir o van ser ferits.

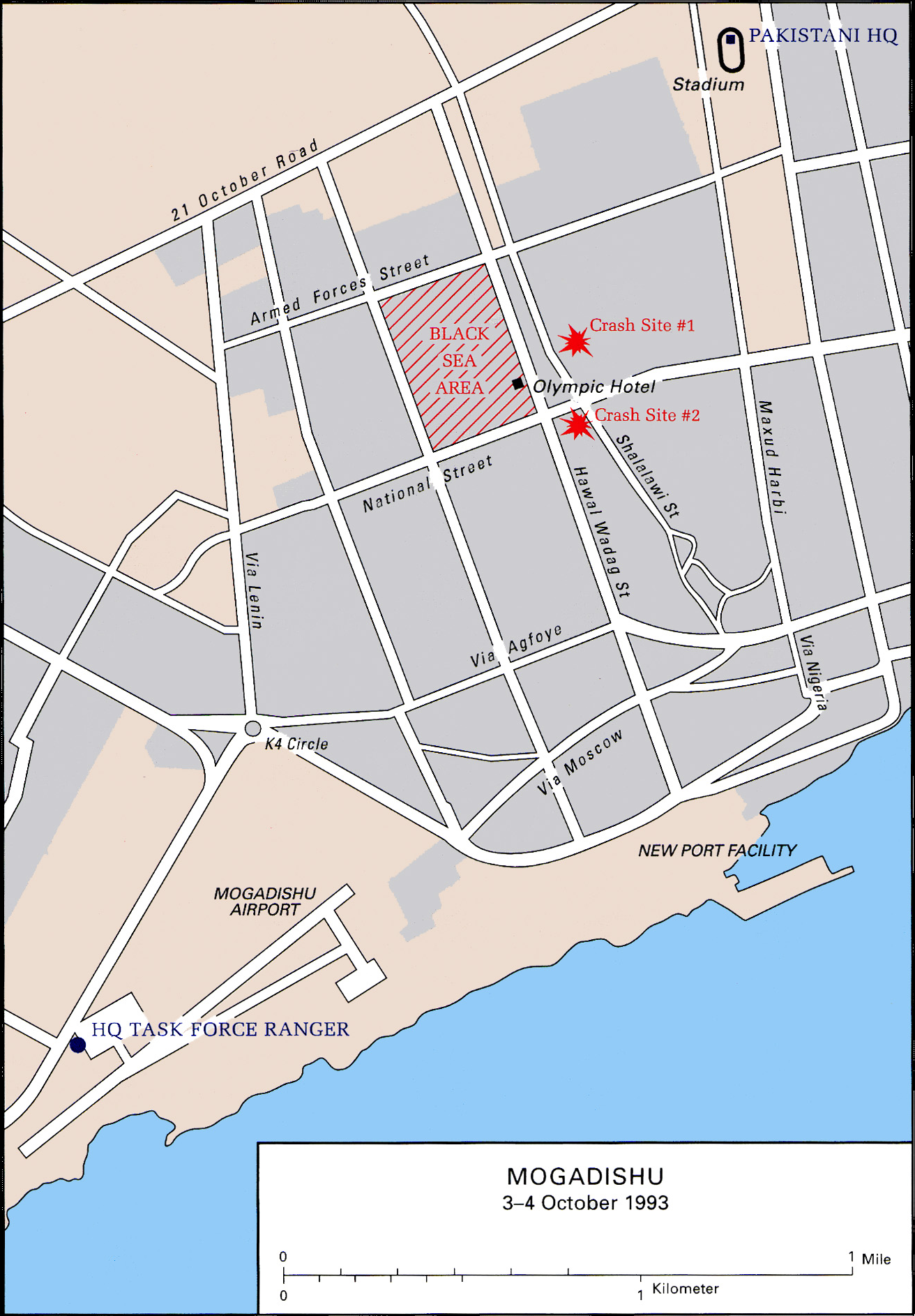
Mapa dels llocs claus de la batalla de Mogadiscio

Els americans perdien suport i els senyors de la guerra els guanyaven. Cada dia controlaven major part de Mogadiscio. El prestigi d'Aydid va créixer al no ser capturat i la milícia va apujar els seus efectius. Itàlia va criticar els mètodes americans. El 9 d'agost es va desplegar una força d'intervenció especialitzada (que no estava sota control de l'ONU) per fer operacions més agressives. La recerca d'Aydid va culminar el 3 i 4 d'octubre de 1993 amb l'anomenada batalla de Mogadiscio (primera) en la que van morir 18 soldats americans i 73 més van ser ferits (cosa que feia pujar les baixes americanes entre ferits i morts a més de 100 des de l'inici de l'operació). El somalis van tenir entre 500 i 1000 morts civils i militars. La força d'intervenció fou rescatada per la X divisió de muntanya ajudats per soldats malais i pakistanesos.
L'opinió pública americana es va girar en contra de la missió, i el president Bill Clinton va decidir retirar les forces americanes ficant la data màxima del 31 de març de 1994. Alguns altres estats com Bèlgica, França i Suècia van seguir l'exemple però no van fixar data.
A començament del 1994 el Consell de Seguretat va fixar el límit de la missió al 3 de març de 1995. En aquest temps l'ONU va buscar desesperadament un acord de pau, però algunes faccions no hi van voler participar i altres no hi mostraren interès i les reunions convocades es van posposar una vegada i una altra
El 3 de març de 1995 UNOSOM II va quedar dissolta amb la sortida del darrer soldat. La guerra es va reprendre.